# Nerf grand pétreux
Le nerf grand pétreux (appelé également le grand nerf pétreux superficiel, le nerf pétreux superficiel, la racine parasympathique du ganglion ptérygopalatin ou la racine intermédiaire du ganglion ptérygopalatin) est un nerf parasympathique appartenant à la tête. C'est une branche du nerf facial qui nait au niveau du ganglion géniculé, dans le rocher du temporal. Après un trajet endocrânien puis exocrânien, les axones parasympathiques préganglionnaires cheminant par ce nerf font synapse dans le ganglion ptérygopalatin, qui abrite les corps cellulaires des neurones post ganglionnaires parasympathiques à destinée des glandes lacrymales, des fosses nasales et du palais. 

## Trajet
Le nerf grand pétreux nait au niveau du genou du nerf facial.
Il chemine dans la partie pétreuse de l'os temporal par le canal du nerf grand pétreux, en sort sur la face endocrânienne du rocher par le hiatus du canal du nerf grand pétreux accompagné du rameau artériel pétreux de l'artère méningée moyenne pour pénétrer dans la fosse crânienne moyenne.
Il se dirige ensuite en avant et en dedans vers le foramen lacerum dont il perfore de haut en bas l'opercule fibreux, débouche en arrière des racines des processus ptérygoïdes et s'engage dans le canal ptérygoïdien, où il rejoint le nerf pétreux profond (fibres sympathiques issues du plexus sympathique péricarotidien interne) pour former le nerf du canal ptérygoïdien (anc. nerf vidien), lequel traverse le canal ptérygoïdien pour atteindre le ganglion ptérygopalatin.

## Systématisation
Les fibres parasympathiques pré-ganglionnaires prennent naissance dans le noyau salivaire supérieur.  Elles se joignent aux fibres sensorielles somatiques générales et aux fibres sensorielles spécialisées pour former le nerf intermédiaire.
Le nerf intermédiaire pénètre le rocher du temporal au niveau du méat acoustique interne et rejoint la racine motrice du nerf facial au niveau du ganglion géniculé. Les fibres parasympathiques pré-ganglionnaires quittent à ce moment le ganglion géniculé sans relais synaptique et en sortent en tant que nerf grand pétreux.
Ces fibres se terminent en faisant synapse avec les corps cellulaires des neurones situés dans le ganglion sphéno-palatin. 
Les axones de ces neurones postganglionnaires se rendent ensuite aux différents organes innervés en empruntant transitoirement des branches du nerf trijumeau :
-glande lacrymale par le rameau orbitaire du nerf maxillaire
-muqueuse nasale par les rameaux nasaux de ce ganglion et par le nerf sphéno-palatin
-palais mou et palais dur par les nerfs grand palatin, palatin accessoire, sphéno-palatin
Rôle : le nerf grand pétreux véhicule donc les fibres pré-ganglionnaires parasympathiques issues du noyau lacrymo muco nasal. L'excitation de ces fibres a une action sécrétoire et vasosilatatrice sur les glandes et muqueuses innervées. 

## Galerie

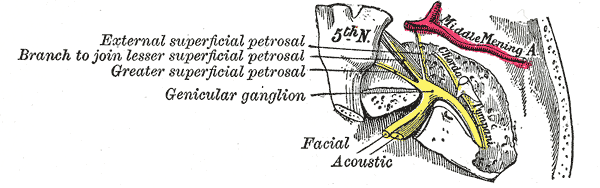
Trajectoire et connexions du nerf facial dans l'os temporal.
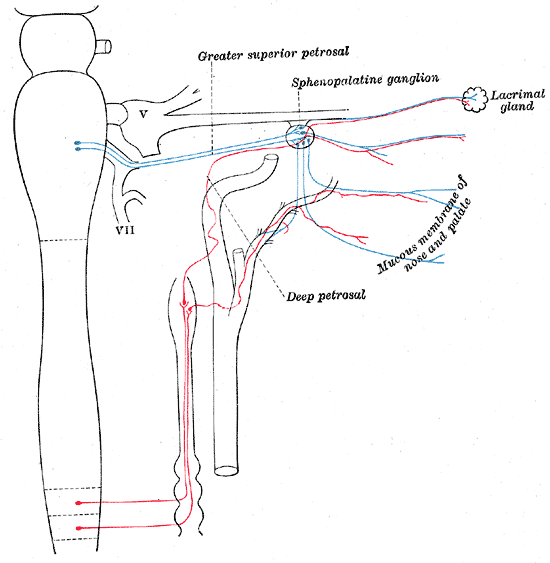
Connexions sympathiques des ganglions sphéno-palatins et cervicaux supérieurs.
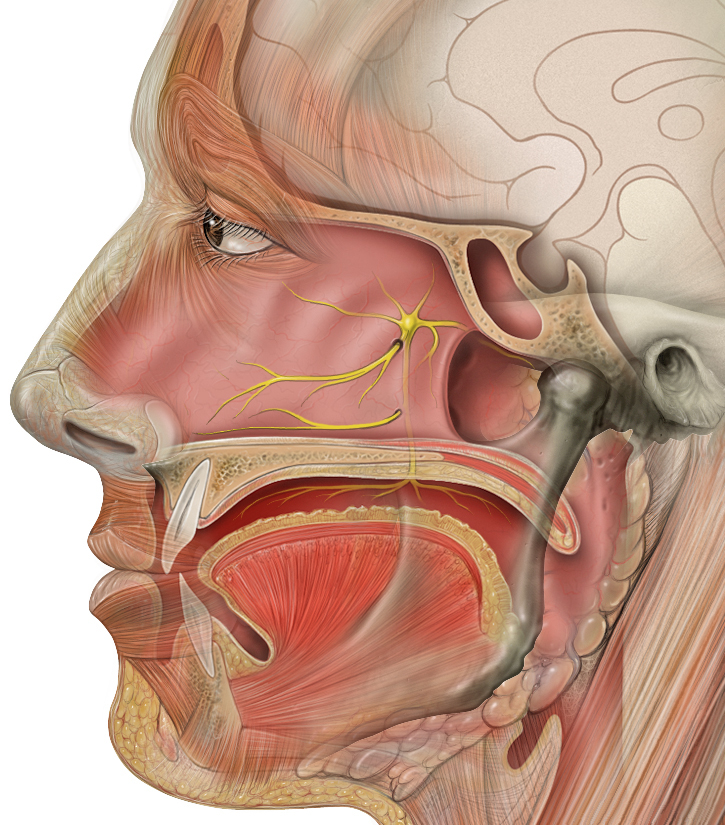
Le nerf grand pétreux.